# Dryopteris daozhenensis
Dryopteris daozhenensis là một loài dương xỉ trong họ Dryopteridaceae. Loài này được P.S.Wang & X.Y.Wang mô tả khoa học đầu tiên năm 2001.
Danh pháp khoa học của loài này chưa được làm sáng tỏ. 